# 奧卡萬戈區
奧卡萬戈區（英語：Okavango Region）是納米比亞已撤销的一個區，位於該國東北部，北隔奧卡萬戈河與安哥拉相望，東南與博茨瓦納接壤。面積約43,418平方公里，2001年人口202,694人。首府龍杜。下分6分區。纳米比亚的划界委员会于2013年8月建议将奧卡萬戈區一分为二。总统希菲凯普涅·波汉巴颁布了建议。最终东卡万戈区与西卡万戈区得以设立。